# Cyclofaan
Een cyclofaan is een chemische verbinding, gekenmerkt door een of meerdere aromatische ringen - meestal benzeenringen - en een of meer alifatische ketens die een brug vormen tussen twee, niet naast elkaar gelegen, koolstofatomen in de aromatische ringen. Sommige complexe cyclofanen bestaande uit meerdere aromatische ringen en bruggen daartussen zijn moleculen met een kooivorm.

## Naamgeving
Cyclofanen met één benzeenring worden aangeduid als [n]metacyclofaan (I) of [n]paracyclofaan (II), waarbij "meta" en "para" de relatieve posities van de twee koolstofatomen in de aromatische ring aanduiden volgens de traditionele chemische nomenclatuur, en "n" het aantal koolstofatomen in de brug is. Voor cyclofanen met twee bruggen tussen twee benzeenringen wordt de benaming [n,n']para - of metacyclofaan (III, dat een paracyclofaan is). Een bekend voorbeeld van dergelijke stoffen is [2,2]paracyclofaan.
Het is ook mogelijk om een meta- én een paracyclofaanbrug op één enkele benzeenring aan te brengen, dat wordt dan aangeduid als [n][n']metaparacyclofaan.
De naam "paracyclofaan" werd voorgesteld door Donald Cram en H. Steinberg in 1951.
De cyclofanen met de kortste bruggen die bekend zijn met één benzeenring, zijn [4]cyclofanen, en met twee benzeenringen, [2,2]paracyclofaan.
[1,1]Metacyclofaan is nog niet gesynthetiseerd maar blijkt theoretisch wel mogelijk.
Er zijn ook biologische stoffen bekend met een cyclofaanstructuur.

## Eigenschappen

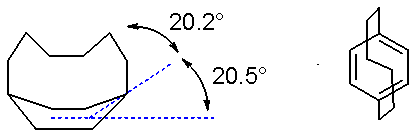
[6]paracyclofaan; links de ruimtelijke conformatie (bootconformatie van de benzeenring met daarboven de alifatische brug), rechts de tweedimensionale structuurformule

Cyclofanen zijn moleculen met interessante eigenschappen. In deze moleculen is een zekere spanning aanwezig waardoor ze ongewone configuraties aannemen. De benzeenring in een meta- of paracyclofaan met een relatief korte brug (n <= 8) is niet vlak zoals in benzeen maar neemt eerder de bootconformatie aan. In [n,m]paracyclofanen met kleine n en m (2 of 3) liggen beide benzeenringen zo dicht tegen elkaar dat ze vervormd worden.
Toch blijven cyclofanen een mate van aromaticiteit behouden, maar ze kunnen anders reageren dan "normale" aromatische stoffen. [6]Cyclofaan reageert als een dieen-derivaat en niet als een aromaat. Met dibroom vormt het een 1,4-additieproduct en met dichloor het 1,2-additieproduct. In het algemeen zijn cyclofanen meer reactief dan aromaten.